# Caprino Veronese
Caprino Veronese là một đô thị ở tỉnh Verona trong vùng Veneto của Ý, có cự ly khoảng 120 km về phía tây của Venice và khoảng 25 km về phía tây bắc của Verona.
Caprino Veronese giáp các đô thị: Brentino Belluno, Costermano, Ferrara di Monte Baldo, Rivoli Veronese, và San Zeno di Montagna.

## Thành phố kết nghĩa
- Saulieu, Pháp
- Gau-Algesheim, Đức